# 佛羅里達 (紐約州蒙哥馬利縣)
佛羅里達（英語：Florida）是一個位於美國紐約州蒙哥馬利縣的鎮。

## 人口
根據2020年美國人口普查的數據，佛羅里達的面積為111.63平方千米，當中陸地面積為110.34平方千米，而水域面積為1.29平方千米。當地共有人口2667人，而人口密度為每平方千米24人。